# 福氏刺尻魚
福氏刺尻魚，又名珠點刺尻魚、伏羅氏棘蝶魚、棕刺尻鱼，俗名黑尾新娘，為輻鰭魚綱鱸形目鱸亞目蓋刺魚科的其中一個種。

## 分布
本魚分布於印度太平洋區，包括红海、印度尼西亚至太平洋所罗门群岛、向北至菲律宾和琉球群岛、西沙群岛、聖誕島、馬來西亞、日本、台灣、越南、印尼、澳洲、關島、馬紹爾群島、羅得豪島、密克羅尼西亞、帛琉、東加等海域。
该物种的模式产地在安汶岛。

## 深度
水深3至15公尺。

## 特徵
本魚體橢圓形；背部輪廓略突出，頭背於眼上方平直。吻鈍而小。眶前骨游離，下緣凸出，後方具棘；前鰓蓋骨具鋸齒，具一長強棘；間鰓蓋骨短圓。上下頜相等，齒細長而稍內彎。體被稍大櫛鱗，軀幹前背部具副鱗。背鰭硬棘14枚，軟條16枚；臀鰭硬棘3枚，軟條16枚；背鰭與臀鰭軟條部後端鈍長形；腹鰭鈍形；尾鰭圓形。體前半部呈淡褐色，後半部暗褐色，頭部及體側無橫紋。背鰭、臀鰭鰭條部及尾鰭邊緣有藍緣。眼睛、鰓蓋邊緣及胸鰭基底處有橙色分布。幼魚無明顯藍緣，長大後才變得鮮明。體長可達15公分。

## 生態
棲息在珊瑚礁平台上，因其體色較暗淡，少人捕抓故頗常見。屬雜食性，以藻類、珊瑚蟲及附著生物為食,該物種會性轉變，當群體中無雄魚時，其中一隻雌性會改變性別。

## 經濟利用
雖無亮麗色彩，但仍可作為觀賞魚，較少人食用。